# 6320 Bremen
6320 Bremen è un asteroide della fascia principale. Scoperto nel 1991, presenta un'orbita caratterizzata da un semiasse maggiore pari a 2,4406001 UA e da un'eccentricità di 0,1745537, inclinata di 2,32388° rispetto all'eclittica.
Dal 12 luglio al 9 settembre 1995, quando 6474 Choate ricevette la denominazione ufficiale, è stato l'asteroide denominato con il più alto numero ordinale. Prima della sua denominazione, il primato era di 6255 Kuma.
L'asteroide è dedicato alla città tedesca di Brema.